# Parochodaeus howdeni
Parochodaeus howdeni är en skalbaggsart som beskrevs av Carlson 1975. Parochodaeus howdeni ingår i släktet Parochodaeus och familjen Ochodaeidae. Inga underarter finns listade i Catalogue of Life.